# هارون كبادي
هارون كبادي اسحاق سياسي تشادي كان رئيس وزراء تشاد من 6.2002 إلى 6.2003، وكان رئيس الجمعية الوطنية التشادية منذ 6.2011.